# 奧德林灣

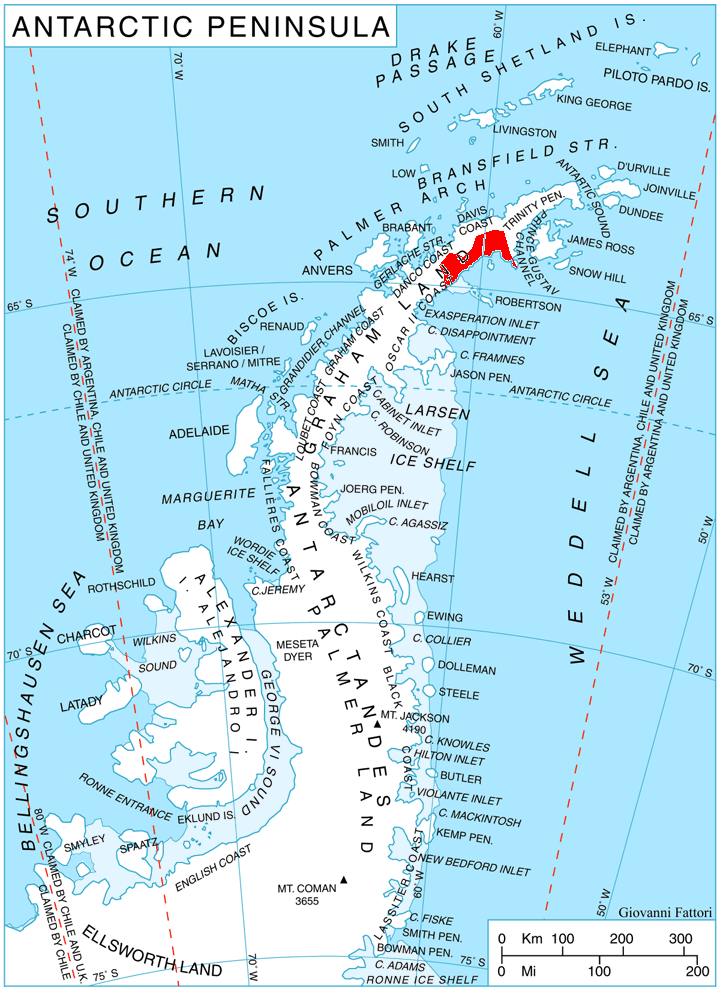

奧德林灣是南極洲的海灣，位於葛拉漢地，長7公里、寬10公里，處於福瑟吉爾角西南面，以保加利亞的鄉鎮命名，現時由南極條約體系管理。
64°34′40″S 60°20′30″W / 64.57778°S 60.34167°W

## 外部連結
- Odrin Bay.（页面存档备份，存于） SCAR Composite Antarctic Gazetteer.